# Lev Semënovič Pontrjagin
Lev Semënovič Pontrjagin (in russo Лев Семёнович Понтрягин?; Mosca, 3 settembre 1908 – Mosca, 3 maggio 1988) è stato un matematico sovietico.

## Biografia
Cieco dall'età di 13 anni, si laureò nel 1929 all'Università statale di Mosca, dove ebbe come docente Pavel Sergeevič Aleksandrov. A partire dal 1934 insegnò all'Istituto di matematica Steklov. Nel corso degli anni fu anche redattore delle riviste scientifiche Applied Mathematics and Optimization e Matematičeskij sbornik.
Si occupò principalmente di topologia e teoria della decisione. Postulò la legge generale della dualità e definì le classi di Pontryagin in campo omotopico. Riguardo alla teoria delle piccole oscillazioni ottenne importanti risultati nel campo dell'asintotica delle oscillazioni di rilassamento. Da lui prende il nome il principio di Pontryagin, la base della teoria matematica dei processi ottimali. Le sue ricerche si rivelarono fondamentali per lo sviluppo della teoria del controllo e del calcolo delle variazioni.
Fu membro della London Mathematical Society, dell'International Academy of Astronautics e dell'Accademia delle scienze dell'URSS, nonché vicepresidente dell'Unione matematica internazionale.